# Gerhard Scheben
Gerhard Scheben (* um 1545; † 27. März 1610 in Köln) war ein deutscher Bildhauer der Spätrenaissance in Köln.

## Leben und Werk

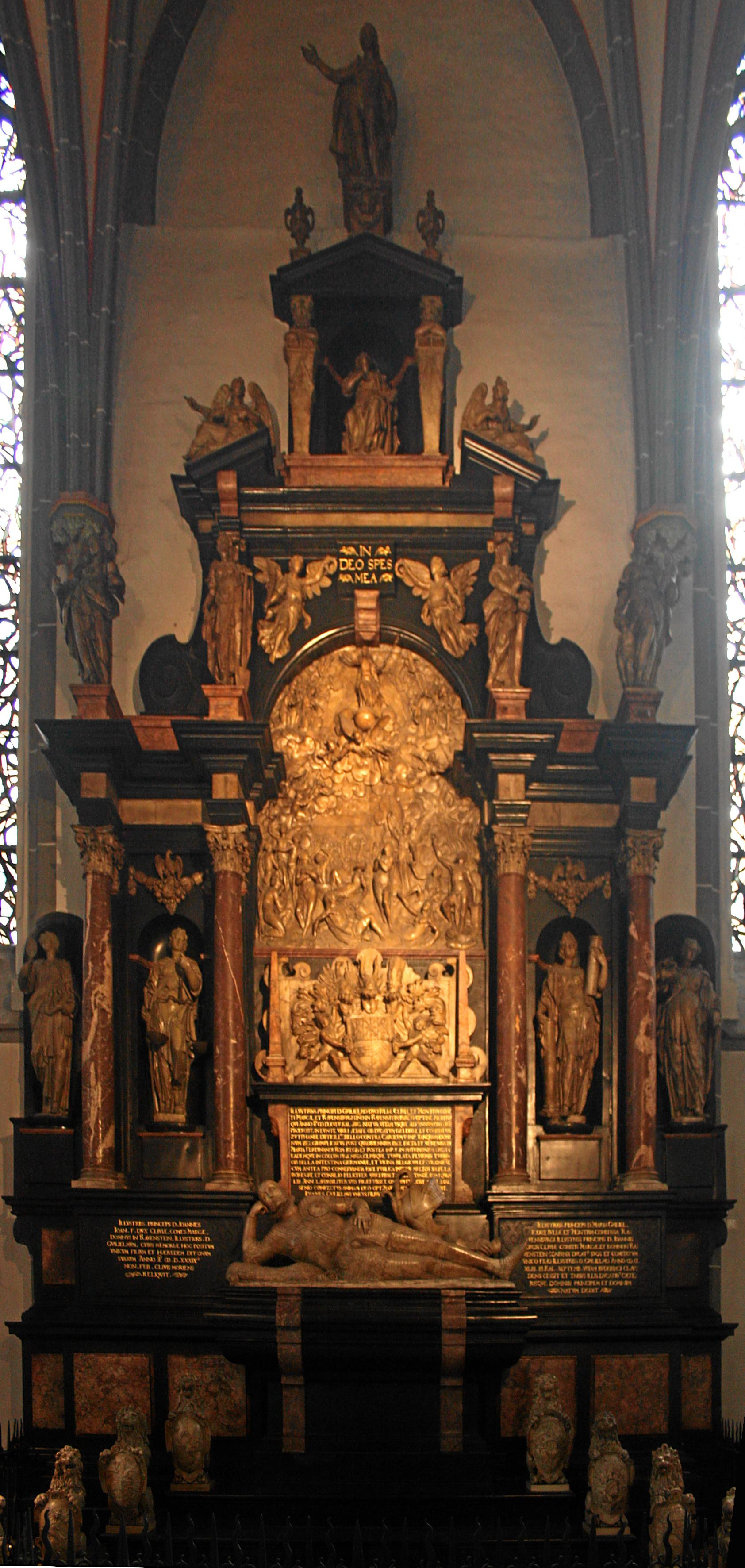
Grabmal Herzog Wilhelms von Jülich-Kleve-Berg

Scheben erwarb am 3. September 1582 das Kölner Bürgerrecht. Dort ging er 1592 in die Reformierte Gemeinde. 1597 nahm ihn die Kölner Steinmetzenzunft auf. Scheben arbeitete für Kaspar von Fürstenberg auf den Schlössern Adolfsburg und Schnellenberg. Als einziges erhaltenes Werk wird ihm das Grabmal Herzog Wilhelms von Jülich-Kleve-Berg in der Düsseldorfer Stiftskirche St. Lambertus zugeschrieben, nach Richard Klapheck „für das nordwestliche Deutschland das bedeutendste Renaissancedenkmal“. Er habe es auf Grundlage eines Auftrags, den er am 18. September 1595 vom herzoglichen Minister Wilhelm von Waldenburg, genannt Schenkern (1546–1635), erhalten hatte, bis 1599 nach einem Entwurf von Johann von Pasqualini d. J. erbaut. Bisher konnten Gerhard Scheben keine weiteren Arbeiten sicher zugewiesen werden. Die von Scheben verwandten Stilformen und Kompositionen erinnern an die figürliche Plastik christlicher Thematik bei Giovanni da Bologna. Der plastische Stil und die Gewandbehandlung in seiner Bildhauerei zeigt eine Verwandtschaft mit dem niederländischen Manierismus.
Scheben verstarb im Alter von 65 Jahren in Köln.